# Boaz Sharabi
Boaz Sharabi (en hebreo: בעז שרעבי) nació en Tel Aviv en el año 1947. Compositor, guitarrista, pianista, crooner, chazan y letrista, es un icono de la música clásica israelí con composiciones como: Latet, Halevai, At Li Laila, Pamela, Lashir Itach, Kol Od, Mi Yada Shekach Yihiyeh, K'Shetavo, Im At Adain Ohevet Oti and Etzli Hakol Beseder.
Su carrera abarca más de 40 años. Muchas de sus canciones son acústicas, coros andaluces, música soul y canciones laúdicas mezclado con folklore israelí, judeo-yemenita y pop. También canta música clásica en hebreo y recita poemas de Shalom Shabazi.
Sharabi ha vendido más de 2 millones de copias, haciéndose muy popular en Israel y habiendo ocupado alrededor de treinta veces el número uno en las listas de éxitos.